# HMS Renown (1916)
L'HMS Renown va ser el vaixell principal de la seva classe de creuers de batalla de la Royal Navy construït durant la Primera Guerra Mundial. Originalment es va presentar com una versió millorada dels cuirassats de la classe Revenge. La seva construcció es va suspendre a l'esclat de la guerra perquè no estaria preparada a temps. L'almirall Lord Fisher, en convertir-se en Primer Lord del Mar, va obtenir l'aprovació per reiniciar la seva construcció com a creuer de batalla que es podria construir i entrar en servei ràpidament. El director de construcció naval (DNC), Eustace Tennyson-D'Eyncourt, va produir ràpidament un nou disseny per satisfer els requisits de Fisher i els constructors van acordar lliurar els vaixells en 15 mesos. No van assolir aquest objectiu ambiciós, però el vaixell va ser lliurat uns mesos després de la batalla de Jutlàndia el 1916. El Renown i la seu germà, el HMS Repulse,  van ser els vaixells de capital més ràpids del món en acabar-los.
El Renown no va veure acció durant la guerra i va ser reconstruït dues vegades entre les guerres; la reconstrucció de la dècada del 1920 va augmentar la protecció del seu blindatge i va fer altres millores més petites; la reconstrucció dels anys 30 va ser molt més exhaustiva. El vaixell sovint va transmetre la reialesa en les seves gires a l'estranger i va servir com a vaixell insígnia de l' esquadró de creuers de batalla quan el Hood estava remuntant.
Durant la Segona Guerra Mundial, el Renown va participar en la recerca de l'Admiral Graf Spee el 1939, va participar en la campanya de Noruega d'abril-juny de 1940 i en la recerca del Bismarck el 1941. Va passar gran part dels anys 1940 i 1941 assignada a la Força H a Gibraltar, escortant combois i va participar en la batalla poc concloent del cap Spartivento. El Renown va ser assignat breument a la Home Fleet i va proporcionar cobertura a diversos combois àrtics a principis de 1942. El vaixell va ser traslladat de nou a la Força H per a l'operació Torxa i va passar gran part de 1943 a remuntar o transportar Winston Churchill i el seu personal cap a i des de diverses conferències amb diversos Líders aliats. A principis de 1944, el Renown va ser transferit a la Flota Oriental a l'oceà Índic on va donar suport a nombrosos atacs a les instal·lacions ocupades pels japonesos a Indonèsia i a diversos grups d'illes de l'oceà Índic. El vaixell va tornar a la Home Fleet a principis de 1945 i va ser reequipat abans de ser posat en reserva després del final de la guerra. El Renowm es va vendre com a ferralla el 1948.

## Disseny i descripció
L'almirall Lord Fisher va presentar per primera vegada els seus requisits per als nous vaixells al Director de Construcció Naval (DNC) el 18 de desembre de 1914, fins i tot abans que els vaixells haguessin estat aprovats. Volia un arc llarg, alt i acampanat, com el de l'HMS Renown pre-dreadnought, però més alt, quatre canons de 15 polzades en dues torretes bessones, un armament antitorpeder de vint canons de 4 polzades (102 mm) muntat alt i protegit només per parapets, velocitat de 32 nusos amb combustible de petroli i blindatge a l'escala del creuer de batalla Indefatigable. En pocs dies, però, Fisher va augmentar el nombre de canons a sis i va afegir dos tubs de torpede. Fins al 26 de desembre es van fer petites revisions al pressupost inicial i el 30 de desembre es va completar un avantprojecte.
Durant la setmana següent, el departament del DNC va examinar el material lliurat per als dos cuirassats i va decidir què es podria utilitzar en el nou disseny. El material útil va ser traslladat als constructors, que havien rebut prou informació del departament de la DNC per col·locar les quilles d'ambdós vaixells el 25 de gener de 1915, molt abans que els contractes alterats estiguessin finalitzats el 10 de març.
El Renown tenia una longitud total de 794 peus 1,5 polzades (242,0 m), una mànega de 90 peus 1,75 polzades (27,5 m) i un calat màxim de 30 peus 2 polzades (9,2 m). Va desplaçar 27.320 tones llargues (27.760 t) amb càrrega normal i 32.220 tones llargues (32.740 t) amb càrrega profunda Les seves turbines de vapor d'accionament directe Brown-Curtis van ser dissenyades per produir 112.000 cavalls de força d'eix (84.000 kW), que impulsaria el vaixell a 32 nusos (59 km/h; 37 mph). No obstant això, durant les proves de 1916, les turbines de Renown van proporcionar 126.000 shp (94.000 kW), cosa que li va permetre assolir una velocitat de 32,58 nusos (60,34 km/h; 37,49 mph). El vaixell normalment transportava 1.000 tones llargues (1.016 t) de fuel, però tenia una capacitat màxima de 4.289 tones llargues (4.358 t). A màxima capacitat, podia navegar a una velocitat de 18 nusos (33 km/h; 21 mph) durant 4.000 milles nàutiques (7.410 km; 4.600 milles).
El vaixell va muntar sis canons Mk I de calibre 42 BL de 15 polzades en tres torretes bessones d'alimentació hidràulica, designades "A", "B" i "Y" de proa a popa. El seu armament secundari consistia en 17 canons BL Mark IX de 4 polzades, equipats en cinc muntatges triples i dos simples. El Renown va muntar un parell de canons antiaeris QF de 3 polzades de 20 cwt muntats a la coberta del refugi al costat de l'embut posterior. Va muntar dos tubs submergits per a torpedes de 21 polzades (533 mm), un a cada costat davant de la barbeta "A".
El cinturó de blindatge de la línia de flotació de Renowm de blindatge cimentat Krupp mesurava 6 polzades (152 mm) de gruix al mig del vaixell. Les seves torretes d'artilleria eren de 7 a 9 polzades (178 a 229 mm) de gruix amb sostres de 4,25 polzades (108 mm) de gruix. Tal com es va dissenyar, les cobertes d'acer d'alta resistència oscil·laven entre 0,75 i 1,5 polzades (19 a 38 mm) de gruix. Després de la batalla de Jutlàndia el 1916, mentre el vaixell encara s'estava enllestint, es va afegir una polzada addicional d'acer d'alta resistència a la coberta principal sobre les santabàrbares. El Renown estava equipat amb una protuberància antitorpedes poc profunda integrada al casc que tenia la intenció d'explotar el torpede abans que toqués el casc i expulsar l'explosió submarina a la superfície en lloc de cap a la nau.
Malgrat aquestes addicions, el vaixell encara es considerava massa vulnerable al foc i el Renown es va equipar a Rosyth entre l'1 de febrer i mitjans d'abril de 1917 amb un blindatge horitzontal addicional, amb un pes aproximadament de 504 tones llargues (512 t), afegit a les cobertes, els magatzems i sobre l'aparell de direcció. Les plataformes d'enlairament es van instal·lar a les torretes "B" i "X" a principis de 1918. Es van portar un caça i un avió de reconeixement.

## Construcció i servei

### 1916–1925

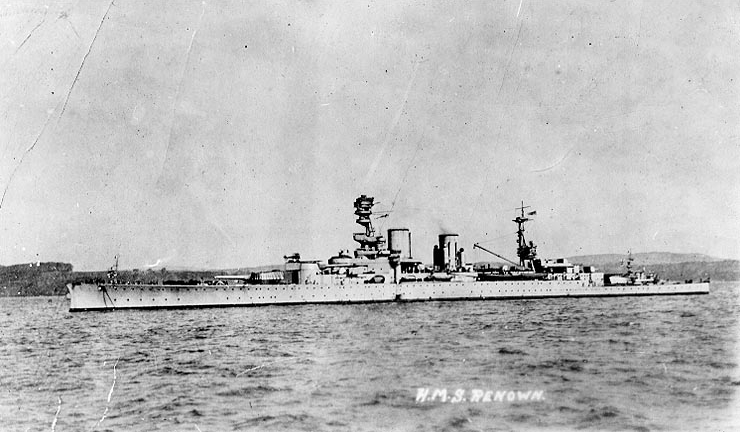
Renown amb un avió dalt de la torreta "B", 1918

Al Renown se li va col·locar la quilla a Fairfield a Govan, Glasgow, Escòcia el 25 de gener de 1915. El vaixell va ser avarat el 4 de març de 1916 i es va completar el 20 de setembre de 1916, després de la batalla de Jutlàndia amb un cost de £ 3.117.204. Va servir amb la Gran Flota al Mar del Nord durant els dos anys restants de la Primera Guerra Mundial. El Renown va ser assignat al 1r Esquadró de creuers de batalla durant la guerra, però mai va disparar un tret durant la guerra. El 12 de desembre de 1917, el Renown es va fer a la mar amb altres elements de la flota en un intent infructuós d'interceptar la 3a Mitja Flotilla alemanya de destructors que havia destruït un comboi escandinau i la majoria dels seus escortes davant de la costa de Noruega. Durant la resta de la guerra, els vaixells van patrullar el mar del Nord sense incidents. Tant el Renown com el Repulse van estar presents a la rendició de la Flota d'Alta Mar a Scapa Flow el 21 de novembre de 1918.

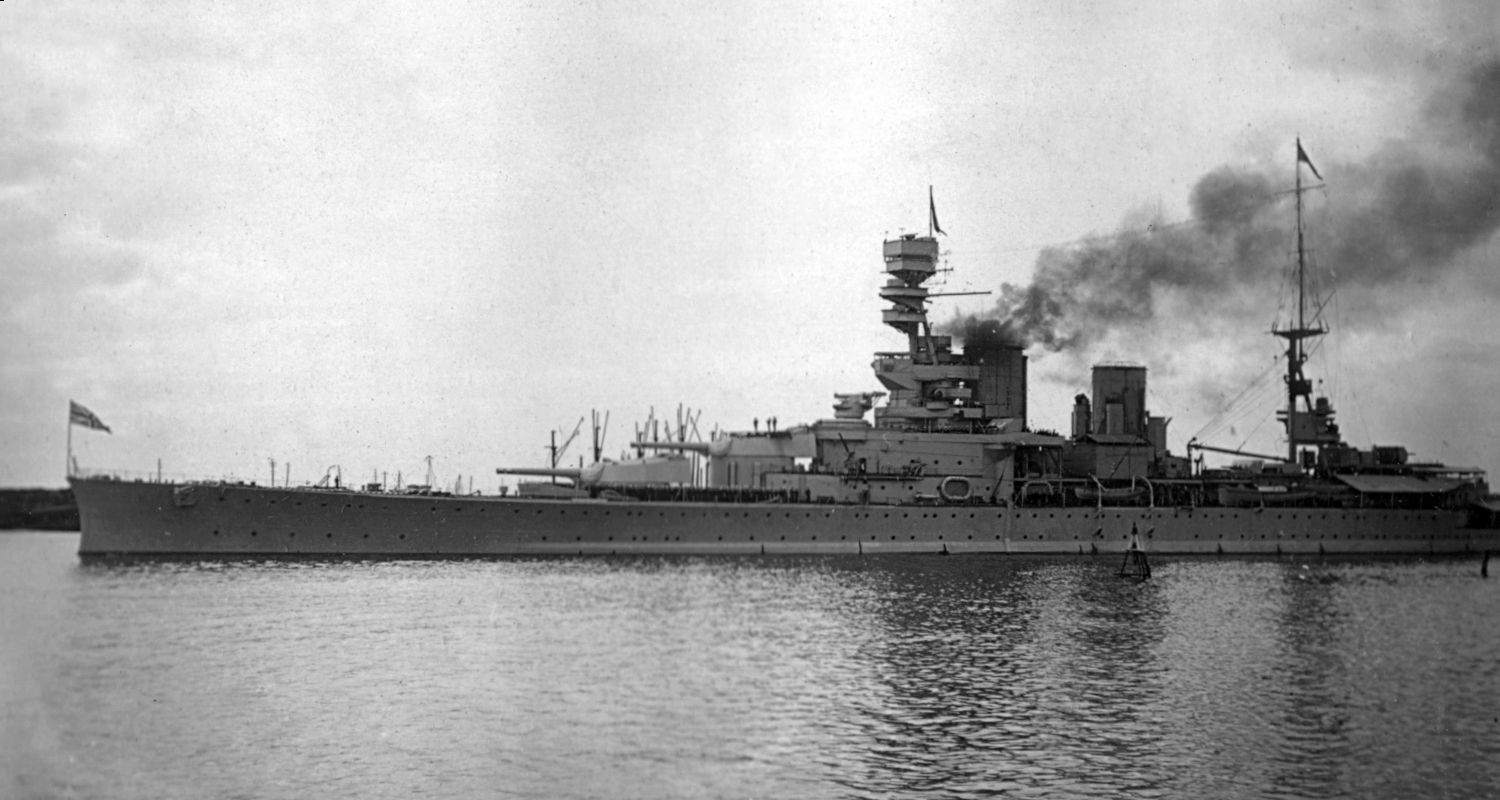
El Renown a Fremantle, Austràlia Occidental, portant el duc i la duquessa de York de tornada a Anglaterra el 1927

Quan la Gran Flota es va dissoldre l'abril de 1919, el Renown va ser assignat a l'Esquadró de creuers de batalla de la  Flota de l'Atlàntic. Al juny  va ser reequipat per preparar una gira d'Eduard, Príncep de Gal·les, pel Canadà, Terranova i els Estats Units, i ambdues plataformes de vol van ser retirades. Un telèmetre de 30 peus (9,1 m) va substituir el model de 15 peus (4,6 m) a la torreta "Y" i es va afegir un telèmetre de 20 peus (6,1 m) al capó blindat sobre la torre de maquinària. De gener a març de 1920, el Renown va ser renovat més àmpliament com a "iot reial".El seu muntatge de 4 polzades a popa i els dos canons antiaeris de 3 polzades van ser eliminats perquè es pogués construir un allotjament addicional i una coberta de passeig. Es va construir una gran coberta a la coberta del refugi entre els embuts. El costat de babord albergava una pista d'esquaix mentre que el costat d'estribord era un cinema. El vaixell va navegar al març cap a Austràlia i Nova Zelanda amb el príncep de Gal·les i el seu seguici a bord i va fer moltes parades en ruta. Va tornar a Portsmouth a l'octubre i es va posar en reserva al novembre.
El Renown va ser reencarregat el setembre de 1921 per a una gira per l'Índia, les Filipines i el Japó pel príncep de Gal·les i va navegar des de Portsmouth a l'octubre. El vaixell va tornar a Portsmouth el juny de 1922 i va ser posat en reserva el mes següent. El vaixell va començar una reconstrucció aquell mateix mes seguint les línies de la seva germana, encara que es van fer canvis basats en les experiències amb el Repulse . Es va eliminar el cinturó de blindatge principal del Renown i es va instal·lar un nou cinturó de 9 polzades, utilitzant les plaques restants sobrades per la conversió del cuirassat Almirante Cochrane (originalment encarregat per Xile i comprat després de l'inici de la guerra) al portaavions HMS Eagle i un blindatge nou, però instal·lada uns 3 peus (0,9 m) més alta que a Repulse per compensar qualsevol augment de calat. Es va col·locar un cordó de blindatge afilat sota el cinturó principal per desviar qualsevol closca que s'enfonsés sota la superfície de l'aigua; tenia 9 polzades de gruix a la part superior i s'aprimava fins a 2 polzades (51 mm) a la part inferior. El blindatge de la coberta del vaixell estava fortament reforçat al costat dels seus espais de màquines i carregadors. Es van afegir dos mampares longitudinals entre les cobertes superior i principal que anaven des de la base de la torre de conning fins al final de les sales de calderes. Les protuberàncies van ser reelaborades i basades en les utilitzades als cuirassats de la classe Queen Elizabeth, tot i que els tubs de trituració només s'utilitzaven al costat dels magatzems. Es va substituir el suport posterior del canó triple de 4 polzades. Es va restablir la plataforma de vol a la torreta "B" i es va afegir una posició de control d'angle alt (HACP) a la part superior. El parell de canons antiaeris de 3 polzades i els seus dos muntatges individuals de quatre polzades van ser substituïts per quatre canons antiaeri Mark V QF de quatre polzades. Tenien una baixada màxima de -5° i una elevació màxima de 80°. Van disparar un alt explosiu de 31 lliures (14 kg) a una velocitat de boca de 2.387 peus/s (728 m/s) a una velocitat de deu a quinze rondes per minut. Els canons tenien un sostre màxim de 31.000 peus (9.400 m), però un abast efectiu de molt menys. La reconstrucció només va afegir 3.500 tones llargues (3.600 t) al desplaçament del vaixell i tres polzades al seu calat. Aquesta reconstrucció va costar £979.927.

### 1926–1939

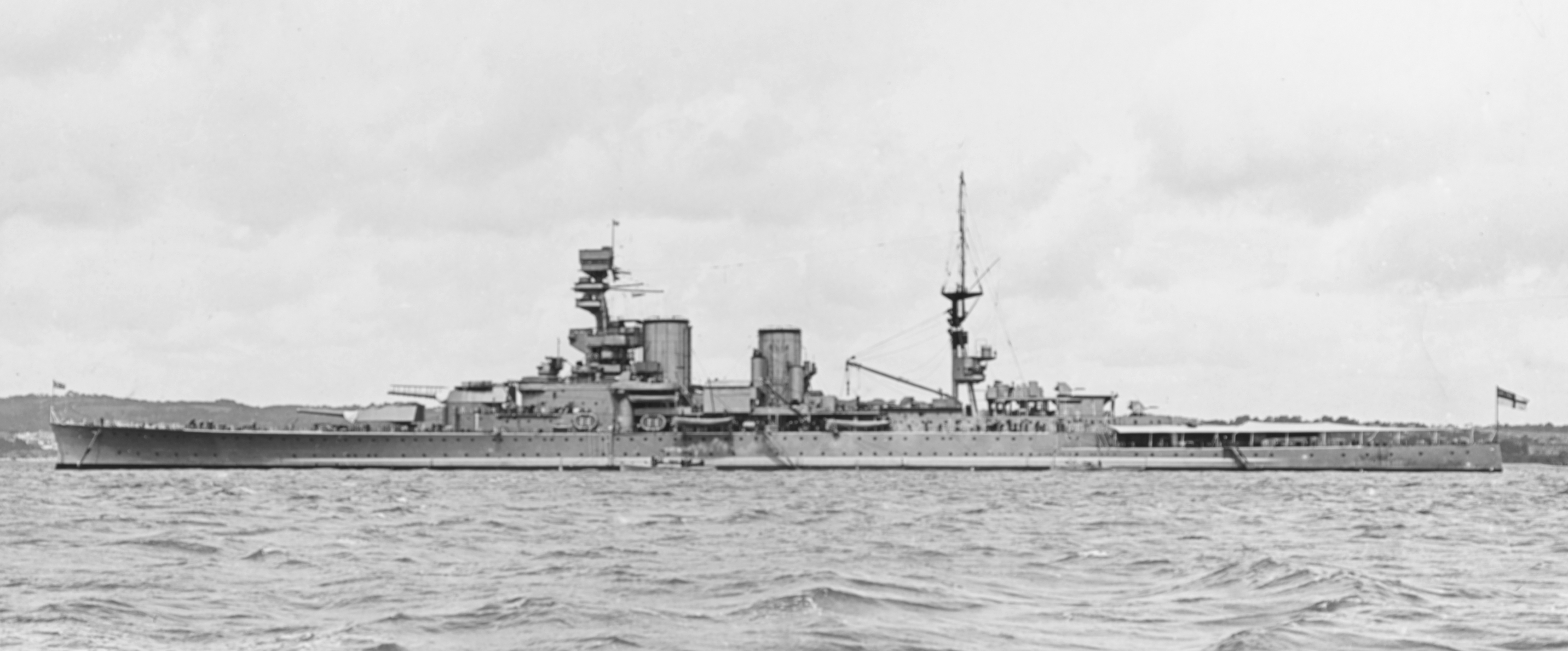
El Renown després de la seva reconstrucció, 1928

El Renown va acabar la seva reconstrucció el setembre de 1926 i va ser assignada a l'esquadró de creuers de batalla fins que el vaixell es va separar per traslladar el duc i la duquessa de York a Austràlia entre gener i juliol de 1927. En el viatge de tornada, una sala de calderes es va incendiar el 26 de maig, cremant quatre qualificacions abans de ser apagada. A la seva tornada es va incorporar de nou a la flota de l'Atlàntic. El Renown es va convertir en el vaixell insígnia del BCS quan el Hood es va renovar entre 1929 i 1931. Hood va reprendre el paper com a vaixell insígnia després de tornar-la a posar en servei i Renown va rebre recompensa per una renovació pròpia. Es va equipar un sistema de control d'angle alt Mark I (HACS) amb un director al sostre de la part superior que va substituir el telèmetre d'angle alt i la plataforma de la torre de control es va ampliar per acomodar un parell de muntatges octuples Mark V per al canó Mark VIII de 40 mil·límetres (1,6 polzades) QF de 2 lliures. Les muntures Mark V podrien baixar fins a -10° i elevar fins a un màxim de 80°. El canó de 2 lliures Mark VIII disparaven obusos de 2 lliures (0,91 kg) de 40 mil·límetres (1,6 polzades) a una velocitat inicial de 2.040 peus/s (620 m/s) a una distància de 3.800 iardes (3.500 m). La cadencia de foc de l'arma era d'aproximadament 96-98 rondes per minut. Només una muntura estava disponible inicialment, però, i aquesta, juntament amb el seu director, es va col·locar a estribord. El Renown va treure la seva triple muntura de 4 polzades per fer espai per a una catapulta d'aviació que no es va instal·lar fins al 1933. La muntura de port Mark V de 2 lliures finalment es va instal·lar, encara que sense el seu director, aquell mateix any. El vaixell ara portava un hidroavió Fairey III amb finalitats de reconeixement. També es va retirar la plataforma de vol.
El Renown va xocar amb el Hood el 23 de gener de 1935 mentre feia exercicis a la costa d'Espanya. El dany a la seva proa es va reparar temporalment a Gibraltar i el vaixell va navegar cap a Portsmouth per a reparacions permanents entre febrer i maig. Els capitans d'ambdós vaixells van ser sotmesos a un tribunal militar, igual que el comandant d'esquadró, el contraalmirall Sidney Bailey i el capità Tower de Bailey del Hood van ser absolts, però el capità Sawbridge del Renown va ser rellevat del comandament. L'Almirallat va discrepar del veredicte, va restablir Sawbridge i va criticar Bailey pels senyals ambigus durant la maniobra.
El vaixell va participar en la Revista de la Flota del Jubileu de Plata del rei Jordi V a Spithead el 16 de juliol. Juntament amb el Hood, el Renown va ser enviat a Gibraltar per reforçar la flota mediterrània durant la Segona Guerra Italoetíop de 1935–36 i traslladat a Alexandria el gener de 1936 on va ser assignat al 1r Esquadró de Batalla. Va tornar a casa al maig i es va incorporar a la Home Fleet.
El Renown va començar una reconstrucció molt més exhaustiva el setembre de 1936, basada en la del cuirassat HMS Warspite. La seva superestructura i els embuts van ser arrasats fins al nivell de la coberta superior, els seus pals es van treure i l'armament principal i secundari del vaixell va ser eliminat. Es va construir una gran superestructura de torre a prova d'estellades, rematada amb una torre de control de director per a l'armament principal i dos directors HACS Mark IV. El capó blindat que antigament estava muntat per sobre de la torre de control es va tornar a instal·lar a la superestructura posterior. Els motors i les calderes del vaixell van ser substituïts per turbines d'engranatge Parsons i vuit calderes de tres tambors de l'Almirallat que funcionaven a 400 psi (2.758 kPa; 28 kgf/cm 2 ). Això va estalviar unes 2.800 tones llargues (2.800 t) de pes i va permetre que les dues sales de calderes davanteres es convertissin en dipòsits de 4,5 polzades (110 mm) i altres usos. La protecció de la coberta del Renown es va millorar una mica afegint una armadura no cimentada on no s'havia afegit abans i protegint els nous carregadors de 4,5 polzades. Com al Repulse, els hangars es van construir al costat del seu embut posterior i es va col·locar una catapulta entre l'embut posterior i la superestructura de popa.

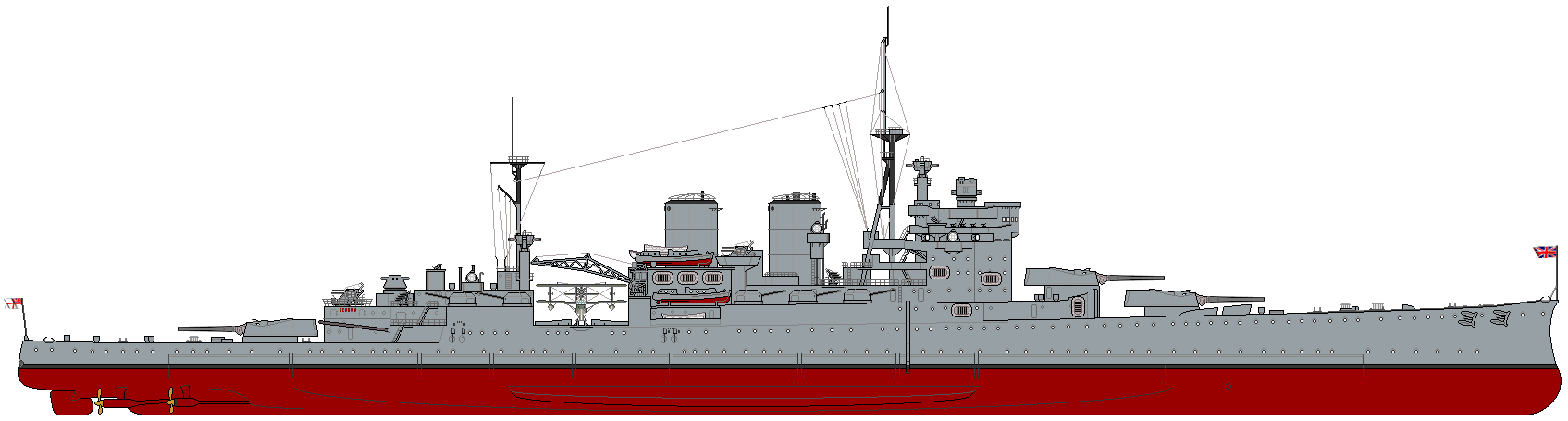
Renown, reconstruït el 1939

Les torretes de canó de 15 polzades del vaixell es van modificar a l'estàndard Mark I (N) amb la seva elevació augmentada a 30°. Vint canons de propòsit dual QF Mark III de 4,5 polzades en muntatges bessons BD Mark II van substituir totes les canons de 4 polzades. Sis de les torretes, tres a cada costat, estaven al costat de l'embut de proa, mentre que les quatre restants estaven muntades al costat del pal principal. Les muntures BD Mark II tenien límits d'elevació de -5° a +80°. El canó Mark III va disparar un obús d'alt explosiu de 55 lliures (25 kg) a una nova velocitat de boca del canó de 2.457 peus/s (749 m/s). La seva velocitat de foc era de 12 rondes per minut. Tenien un sostre efectiu màxim de 41.000 peus (12.000 m). Els canons estaven controlats per quatre directors Mark IV de doble propòsit, dos muntats a la part posterior de l'estructura del pont i els dos restants a la superestructura de popa. Van alimentar dades de seguiment a un ordinador analògic HACS Mark IV per a objectius d'angle alt i un rellotge de control de foc de l'Almirallat Mark VII per a objectius d'angle baix. Cada arma tenia 400 cartutxos de munició. Es van instal·lar tres muntatges octuple Mark VI de 2 lliures, dos en una plataforma entre els embuts i el tercer a la part posterior de la superestructura de popa. Cadascun va rebre un director Mark III*. També es van afegir quatre muntatges Vickers Mark III de calibre .50 quàdruples, dos cadascun a les superestructures davantera i posterior. Es van retirar els tubs de torpedes submergits i es van afegir vuit tubs de torpedes sobre l'aigua. Aquesta reconstrucció, amb 3.088.008 lliures esterlines, va ser més de tres vegades més cara que la seva reconstrucció anterior.

### Segona Guerra Mundial

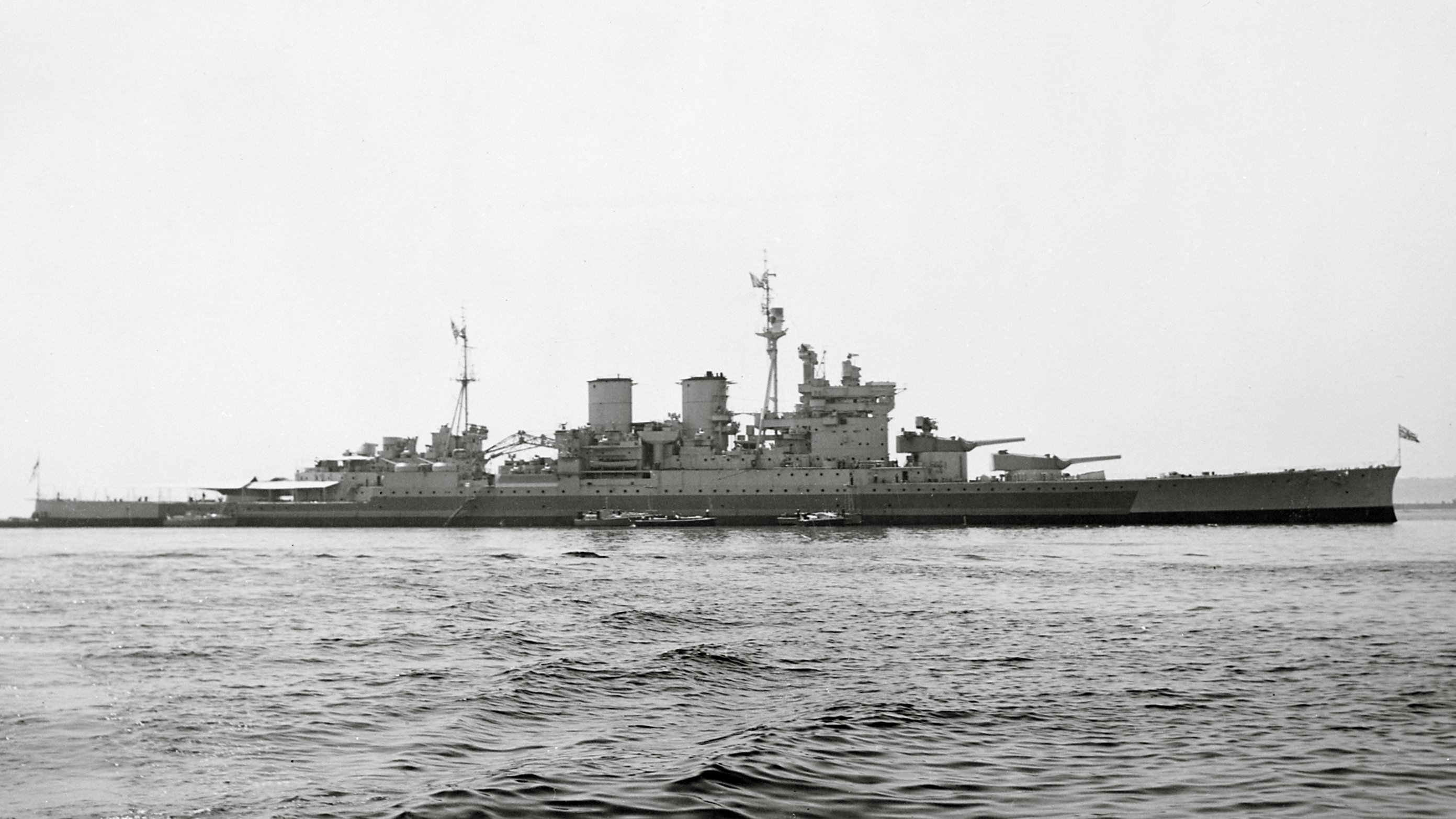
El Renown l'agost de 1945

El Renown va tornar a ser posat en servei el 28 d'agost de 1939 com a part de la Home Fleet. Igual que el seu germà, va passar el setembre patrullant al mar del Nord], però a l'octubre va ser transferit a la Força K a l'Atlàntic Sud per ajudar a buscar el creuer pesant Admiral Graf Spee. El vaixell es va unir a la Força H al Cap de Bona Esperança al novembre per evitar que l'Admiral Graf Spee entrés a l'Atlàntic Sud. No va tenir èxit, però va enfonsar el corredor de bloqueig SS Watussi el 2 de desembre. Va romandre a l'Atlàntic Sud fins i tot després que l'Admiral Graf Spee fos enfonsat el 17 de desembre i no va tornar a la Home Fleet fins al març de 1940. El vaixell es va convertir en vaixell insígnia de l'Esquadró de creuers de batalla quan el Hood va ser retirat per a ser reequipat aquell mes. El Renown va donar suport a les forces britàniques durant la campanya de Noruega i es va enfrontar als cuirassats alemanys Scharnhorst i Gneisenau el 9 d'abril.
El Renown va detectar els vaixells alemanys i va disparar primer, però va ser colpejat primer per dos obusos de 28 centímetres (11 polzades) que només el van danyar lleugerament. Uns minuts més tard va colpejar el Gneisenau amb un obús de 15 polzades i dos de 4,5 polzades que van noquejar el director principal de control de foc del vaixell i van danyar el telèmetre de la torreta "A". Els vaixells alemanys van ser més ràpids que el Renown amb el mal temps i van poder desenganxar-se després d'uns 90 minuts. Renown va gastar 230 rondes del seu armament principal i 1.065 rondes del seu armament secundari durant el combat. El vaixell va estar en reparació del 20 d'abril al 18 de maig i va proporcionar cobertura durant l'evacuació de Noruega a principis de juny. El Renown va ser transferit a la Força H a Gibraltar a l'agost i va rellevar el Hood com a vaixell insígnia.

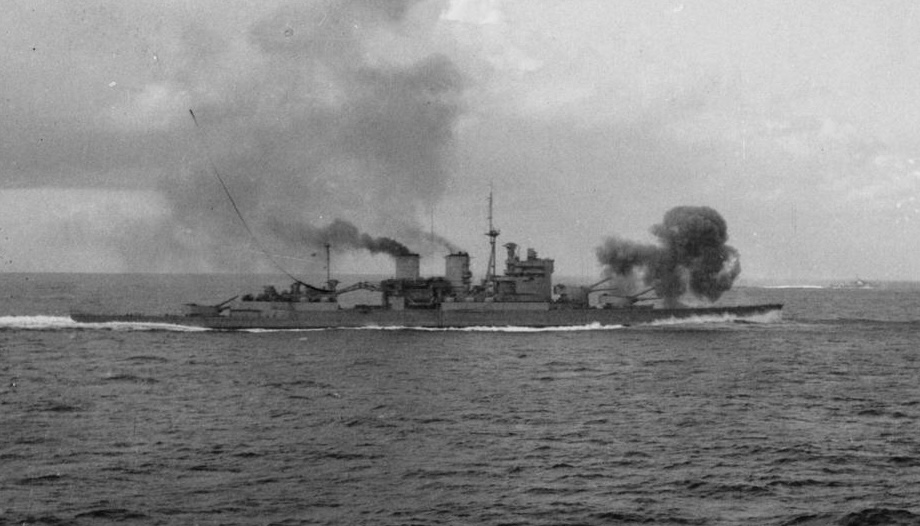
El Renown disparant una salva des de les seves torres A i B durant la batalla del cap Spartivento, el 27 de novembre de 1940.

El novembre de 1940, la Força H va cobrir el petit portaavions HMS Argus mentre volava els cacesHurricane amb destinació a Malta des d'una posició al sud de Sardenya. Més tard aquell mes la Força H va participar en la batalla inconclusa del cap Spartivento. El Renown va bombardejar Gènova el 9 de febrer de 1941 amb poc efecte. La Força H va escortar combois tant dins com fora del Mediterrani entre març i maig de 1941 abans de ser convocada a l'Atlàntic per buscar el cuirassat alemany  Bismarck. El vaixell va interceptar el vaixell de subministrament alemany Gonzenheim, que havia estat destinat a proveir Bismarck, el 4 de juny. El Renown i la Força H van escortar un altre comboi a Malta al juliol i el mes següent el vaixell va tornar a casa per reparar la seva protuberància a estribord. Encara que no es coneixen les dates exactes, el vaixell va rebre una varietat de radars el 1941, possiblement durant aquest reacondicionament. Aquests incloïen el tipus 284 per al control de l'artilleria de superfície, el radar d'artilleria antiaèria tipus 285, el radar d'avís aeri tipus 281 i un radar de recerca de superfície tipus 271. També es van instal·lar dos muntatges "pom-pom" quàdruples a la part superior de la torreta "B". El Renown va ser transferit a la Home Fleet al novembre quan les seves reparacions es van completar i es va convertir en el vaixell insígnia adjunt de la flota quan el Duke of York  es va desplaçar per portar Winston Churchill a la Conferència d'Arcàdia a Washington, D.C. , el 9 de desembre. Va proporcionar cobertura als combois d'entrada i sortida a la Unió Soviètica a principis de març de 1942. El Renown va ser rellevat com a vaixell insígnia pel Duke of York el 3 d'abril, però es va convertir en el vaixell insígnia de la Força W, que es va formar per escortar els portaavions que transportaven caces per ser llançats per a Malta entre abril i maig. El Renown es va tornar a unir a Home Fleet un cop es van completar aquestes missions, però va ser transferit a la Força H l'octubre de 1942 per participar en l'operació Torxa. Va cobrir la invasió i els combois de seguiment contra la interferència de les flotes franceses o italianes.

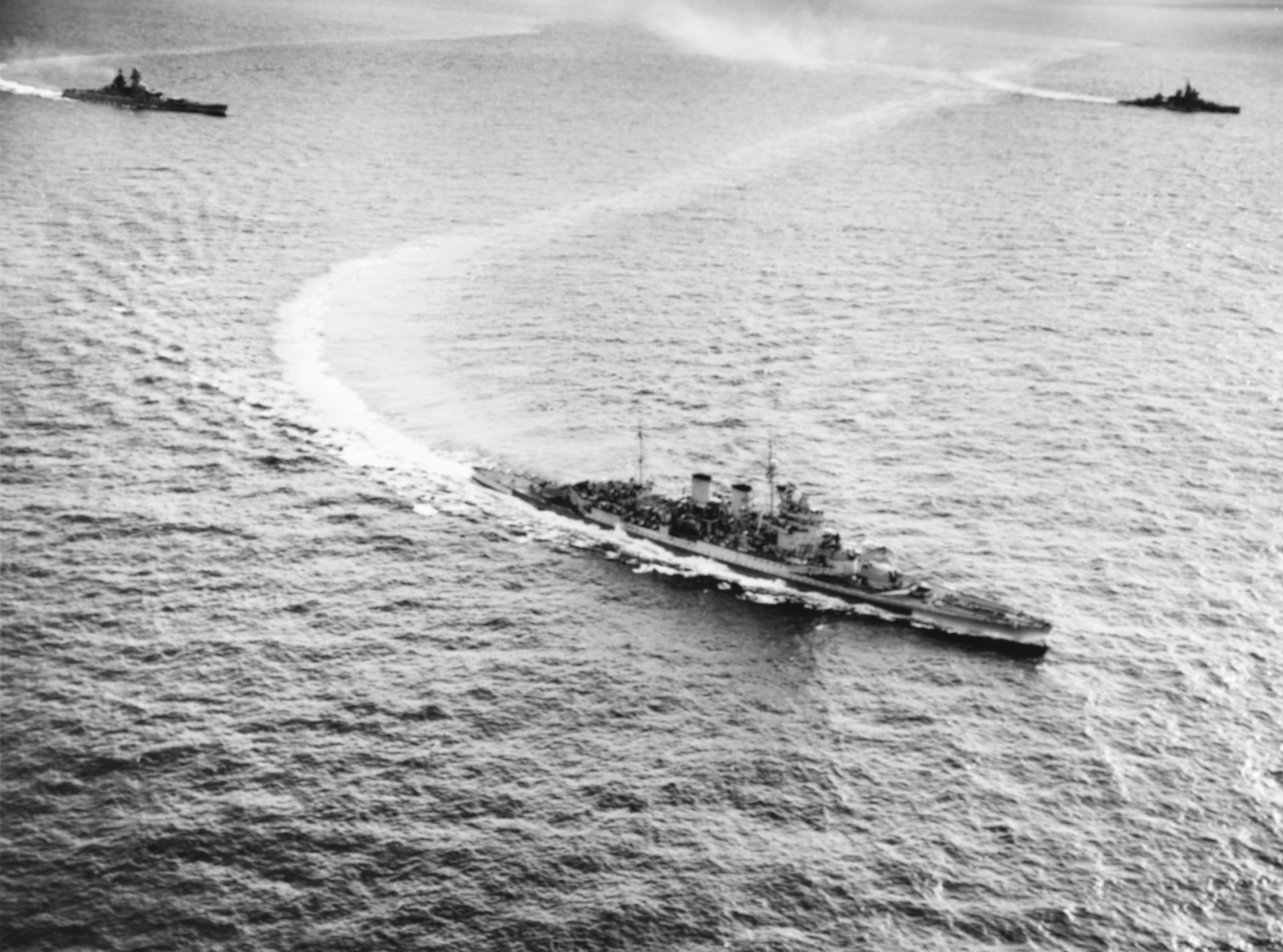
El Renown operant amb el cuirassat (distància dreta) i el cuirassat francès Richelieu (distància esquerra) a l'Oceà Índic, 12 de maig de 1944

El Renown va tornar a la Gran Bretanya per a la seva reparació de febrer a juny de 1943; la seva catapulta i l'avió van ser retirats mentre l'hangar es va convertir en una bugaderia i un cinema. També va rebre un total de 72 canons AA lleugers Oerlikon de 20 mm en 23 muntures dobles i 26 muntatges simples instal·lats entre juliol de 1942 i agost de 1943. El gener de 1944 es va col·locar un muntatge "pom-pom" quàdruple al sostre de la torreta "B" i s'hi van traslladar els canons de 20 mm. També es van instal·lar directors AA lleugers addicionals amb radars tipus 282 durant aquest temps. El vaixell va portar Winston Churchill i el seu personal de la Conferència de Quebec al setembre i els va traslladar a la  Conferència del Caire al novembre. Es va tornar a incorporar a la Flota Local al desembre, just a temps per ser transferida a la Flota Oriental unes setmanes més tard. El Renown va arribar a Colombo a finals de gener de 1944 on es va convertir en vaixell insígnia del 1r Esquadró de Batalla. A l'abril va participar en l'operació Cockpit, un atac aeri contra les instal·lacions portuàries i petrolieres de Sabang, davant de l'illa de Sumatra.

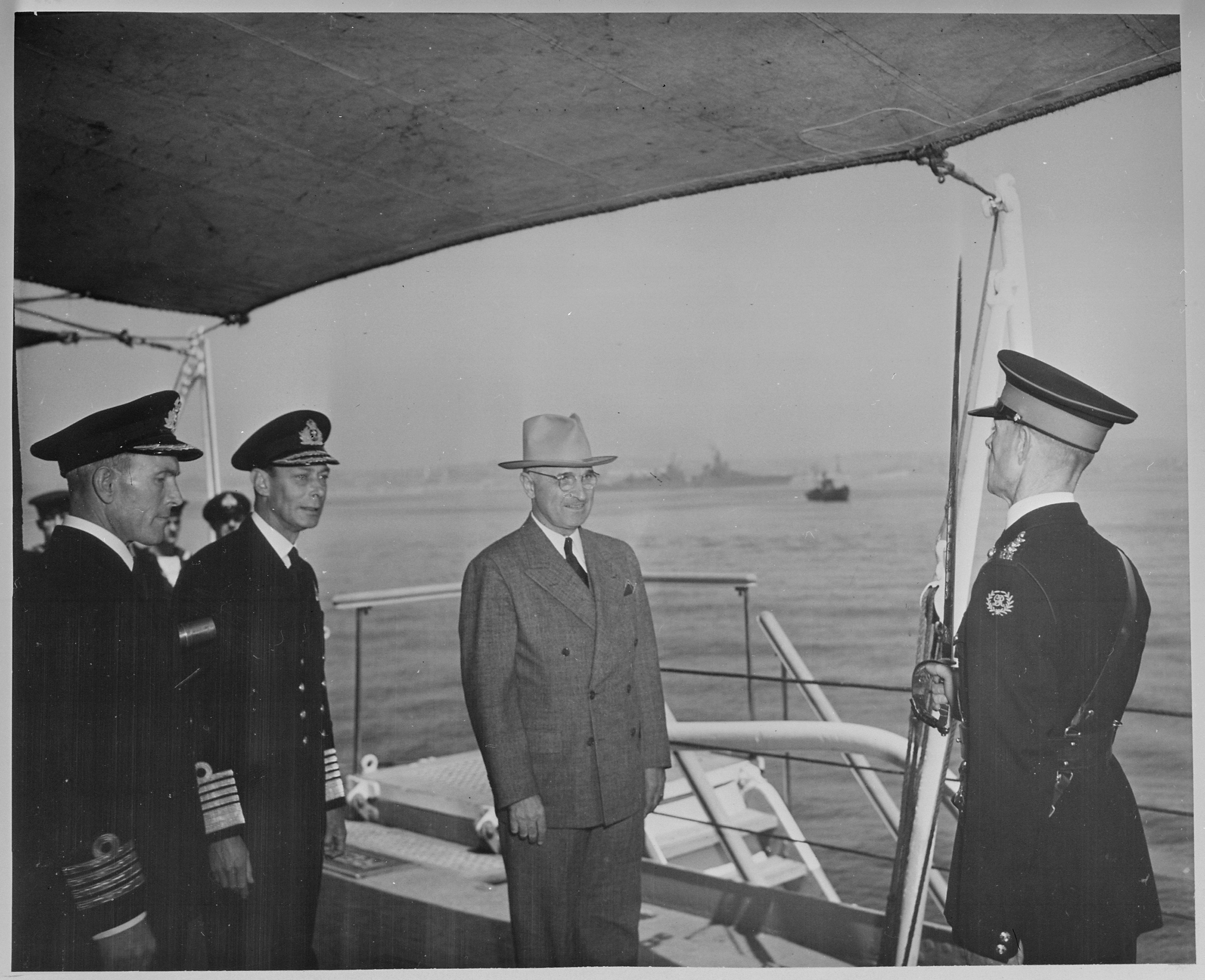
El president Harry S. Truman i el rei Jordi VI a la cambra de Renown el 2 d'agost de 1945, on el president va dinar amb el rei. Truman es prepara per salpar d'Anglaterra amb l'Augusta, visible al fons, després d'assistir a la Conferència de Potsdam a Alemanya.

El vaixell va bombardejar les instal·lacions ocupades pels japonesos a Car Nicobar a les illes Nicobar i Port Blair a les illes Andaman del 30 d'abril a l'1 de maig. El Renown va recolzar l'atac aeri contra Surabaya, Java (operació Transom) el 17 de maig, així com l'atac posterior contra Port Blair el 21 de juny. Després d'un altre atac aeri el 25 de juliol a Sabang, el vaixell va bombardejar la ciutat. Va bombardejar instal·lacions a les illes Nicobar del 17 al 19 d'octubre. El 22 de novembre, el Renown va ser substituït com a vaixell insígnia pel HMS Queen Elizabeth i el vaixell va començar un reacondicionament a Durban de desembre a febrer de 1945.
El Renown es va recuperar al març perquè els vaixells pesants alemanys restants fessin una sortida final i arribessin a Rosyth el 15 d'abril. Se li va fer una breu reparació quan aquesta preocupació va resultar il·lusòria i es va posar en reserva el maig de 1945. Va ser parcialment desarmada al juliol quan es van retirar sis de les seves torretes de 4,5 polzades preparant-se per instal·lar aquests muntatges amb control remot de potència. La renovació es va cancel·lar posteriorment. El vaixell va acollir una reunió entre el rei Jordi VI i el president Truman el 3 d'agost, quan aquest últim tornava a casa a bord del creuer pesant USS Augusta. La decisió d'eliminar el vaixell es va anunciar el 21 de gener de 1948 i va ser remolcat a Faslane per al desballestament el 3 d'agost. Va ser l'últim creuer de batalla britànic que va ser desballestat i va superar el Furious per uns dies.